# Trigonostemon dipteranthus
Trigonostemon dipteranthus är en törelväxtart som beskrevs av Airy Shaw. Trigonostemon dipteranthus ingår i släktet Trigonostemon och familjen törelväxter. Inga underarter finns listade i Catalogue of Life.